# 479553 Garyzema
479553 Garyzema este o planetă minoră (asteroid), cu un diametru de 2,017 km, din centura de asteroizi. A fost descoperită pe 20 decembrie 2009 la Mount Lemmon⁠(d) de Mount Lemmon Survey⁠(d). 
Obiectul prezintă o orbită caracterizată de o semiaxă mare de 2,4916433225065 UAi, o excentricitate de 0,049437840878832, o înclinație de 6,2494698679846 ° în raport cu ecliptica.